# Reiserücktrittskostenversicherung
Eine Reiserücktrittskostenversicherung (RRV), in Österreich auch Reisestornoversicherung, ist eine Reiseversicherung, die abgeschlossen wird, um Stornierungskosten abzuwenden, falls eine Reise kurzfristig und unerwartet abgesagt werden muss. Der Reiseveranstalter oder die Fluggesellschaft stellen einem Kunden in der Regel anteilige Stornogebühren in Rechnung. Diese können den gesamten Reisepreis ausmachen. Eine Reiserücktrittskostenversicherung trägt diese Kosten bei Rücktritt aus versichertem Grund. Versicherte Gründe sind zum Beispiel Tod, eine schwere Unfallverletzung, eine unerwartete Erkrankung, Impfunverträglichkeiten oder vieles mehr. Die Erstattung der Stornogebühren bei Reiserücktritt wegen eines bereits bestehenden Gebrechens wird in den meisten Fällen ausgeschlossen.
Reiseveranstalter in Deutschland mussten ihre Kunden nach § 6 Absatz 2 Nr. 9 BGB-InfoV (außer Kraft) mit der Reisebestätigung auf die Möglichkeit einer solchen Versicherung hinweisen. Die Regelung wurde auf Grund der Regelung in Art. 4 Abs. 1 der inhaltsgleichen EG-Richtlinie 90/314/EWG eingeführt. Eine Verletzung der Hinweispflicht aus der BGB-Informationspflichten-Verordnung kann zu Schadensersatzansprüchen führen.  In Österreich besteht diese Verpflichtung aufgrund des § 3 der Ausübungsvorschriften für das Reisebürogewerbe, Fassung vom 20. Juni 2016.

## Prämie
Der Preis einer Reiserücktrittskostenversicherung hängt von der Höhe des Reisepreises, dem Umfang der versicherten Gründe, die zu einer Erstattung führen, dem Selbstbehalt und den Vertriebskosten und Gewinnspannen des Anbieters ab. In der Regel sind zwischen 3 und 5 % des Reisepreises zu bezahlen.

## Abschlussfristen
Jeder Versicherer hat andere Abschlussfristen. Es ist sinnvoll, die Versicherung direkt bei Buchung oder innerhalb von 14 Tagen nach Buchung der Reise abzuschließen. Die Fristen der Versicherer variieren jedoch stark, dies gilt es bei Abschluss besonders zu beachten.

## Selbstbehalt
Einige Anbieter haben einen Selbstbehalt in ihren Verträgen vereinbart. Dieser kann bis zu 25 % vom erstattungsfähigen Schaden betragen (in der Regel nicht vom Reisepreis).

## Versicherer
Die Reiserücktrittskostenversicherung wird meistens direkt bei Buchung einer Reise vom Reiseveranstalter mit angeboten, kann aber auch unabhängig von der Reise direkt bei einer Versicherung abgeschlossen werden. Die Stiftung Warentest hat in einem Test festgestellt, dass die Policen der Versicherer zum Teil mehr Leistung bieten (z. B. kein Selbstbehalt) und mitunter günstiger sind. Es gibt auch Jahresreiseversicherungen, die eine Reiserücktrittskostenversicherung beinhalten.

## Doppelversicherungen
In einer Reihe von Versicherungspaketen (z. B. Goldenen Kreditkarten) sind pauschale Reiserücktrittskostenversicherung enthalten, teilweise unter der Voraussetzung, dass die Reise mit der Karte bezahlt wurde. In diesen Fällen ist der Abschluss einer gesonderten Reiserücktrittskostenversicherung ggf. unnötig. Im Schadensfall greifen die Regelungen des § 78 Versicherungsvertragsgesetz, d. h., der Versicherungsnehmer erhält dennoch nur einmal die Leistung.